# Institut historique de France
L'Institut historique de France, puis Société des études historiques est une société savante française.
Son but était de « propager et de perfectionner les études historiques ».

## Histoire
Fondée le 24 décembre 1833 au 1, rue de l'université à Paris, par Joseph Michaud et Eugène Garay de Monglave, reconstituée le 13 mars 1872 et reconnue d'utilité publique par décret du 3 mai 1872, elle est célèbre pour sa revue périodique, L'Investigateur : journal de l'Institut historique, publication de référence conservée à la Bibliothèque de l'Arsenal qui devint en 1913 la Revue des études historiques. Ses statuts sont adoptés le 29 juin 1876.
La société était constituée à sa fondation de douze classes :
- Histoire des révolutions de la masse terrestre
- Histoire des races humaines
- Histoire des religions
- Histoire des langues et des littératures
- Histoire des sciences
- Histoire de la médecine
- Histoire des beaux-arts
- Histoire de l'industrie agricole, manufacturière et commerciale
- Histoire des législations
- Histoire des finances
- Histoire de la guerre
- Histoire générale de France.

Le 22 février 1836, devant la difficulté de pouvoir réunir chacune des classes, les statuts révisés le 22 février 1836, réduisent leur nombre à quatre :
- Histoire générale et histoire de France
- Histoire des langues et des littératures
- Histoire des sciences physiques, mathématiques, sociales et philosophiques
- Histoire des beaux-arts.

Les activités de la société cessèrent en 1957.

## Liste des présidents
(Liste non exhaustive)
- Jean Albert-Sorel : 1956-1957
- Robert Burnand
- Henri Courteault
- Frantz Funck-Brentano
- Jacques Hérissay
- Léon Mirot
- Eugène Garay de Monglave : membre fondateur, secrétaire perpétuel
- François Rousseau (1862-1927) : 1916
- Raymond Tabournel (1872-1918) : 1908
- Eugène Talbot
- Charles-Émile Camoin de Vence
- abbé Mathieu Orsini